# Ryūzō Saki
Ryūzō Saki (jap. 佐木 隆三, Saki Ryūzō; * 14. April 1937 in Kankyō-Hokudō, Chōsen, Kaiserreich Japan (heute: Hamgyŏng-pukto, Nordkorea); † 31. Oktober 2015 in Kitakyūshū) war ein japanischer Schriftsteller.
Nachdem Saki 1956 die Yahata Chūō Oberschule der Präfektur Fukuoka abgeschlossen hatte, arbeitete er zunächst bei Yahata Seitetsu (heute: Nippon Steel). Er verfasste Rezensionen und Biographien, Erzählungen und Romane, von denen einige verfilmt wurden. 1975 erhielt er für Fukushū suru wa ware ni ari (1979 verfilmt von Shōhei Imamura) den Naoki-Preis, 1991 wurde er mit dem Itō-Sei-Literaturpreis für Shinbunchō ausgezeichnet. 

## Quelle
- Ryūzō Saki bei IMDb

| Personendaten    | Personendaten                                                               |
| ---------------- | --------------------------------------------------------------------------- |
| NAME             | Saki, Ryūzō                                                                 |
| ALTERNATIVNAMEN  | 佐木 隆三 (japanisch)                                                       |
| KURZBESCHREIBUNG | japanischer Schriftsteller                                                  |
| GEBURTSDATUM     | 14. April 1937                                                              |
| GEBURTSORT       | Kankyō-Hokudō, Chōsen, Kaiserreich Japan (heute: Hamgyŏng-pukto, Nordkorea) |
| STERBEDATUM      | 31. Oktober 2015                                                            |
| STERBEORT        | Kitakyūshū                                                                  |